# Marcel Parent
Marcel Parent (Parigi, 25 ottobre 1934) è un ex schermidore francese, vincitore di tre medaglie di bronzo ai campionati mondiali di scherma.